# 林鶴駅
座標: 北緯37度32分42.18秒 東経126度44分19.40秒 / 北緯37.5450500度 東経126.7387222度
林鶴駅（イムハクえき）は、大韓民国仁川広域市桂陽区にある仁川交通公社1号線の駅である。駅番号は(I113)。

## 駅構造
- 相対式ホーム2面2線の地下駅。

## 駅周辺
- 桂山宅地
- 兵房市場
- ソウル外郭循環高速道路桂陽IC
- 仁川兵房初等学校
- 林鶴中学校

## 歴史
- 1999年10月6日 - 開業[1]。

## 隣の駅
仁川交通公社
●1号線
朴村駅 (I112) - 林鶴駅 (I113) - 桂山駅 (I114)